# Centrum (Siemianowice Śląskie)
Centrum – dzielnica miasta Siemianowice Śląskie, zajmuje południowo-wschodnie terytorium gminy o powierzchni 11,983 km². 

## Położenie
Dzielnica graniczy z: Bańgowem, Czeladzią, Katowicami, Bytkowem i Michałkowicami, z którą łączy ją ulica Michałkowicka. Zamieszkuje je 36 990 mieszkańców (stan na 2001 rok). Centrum można podzielić na: śródmieście, osiedle Tuwima, osiedle Wróbla-Korfantego, Pszczelnik, Nowy Świat, Sadzawki i Srokowiec. Główna ulica w centrum to ulica Śląska (do 2016 jako ul. gen. K. Świerczewskiego). W tej dzielnicy mieści się rynek miejski wraz z zabytkowym ratuszem oraz wiele obiektów i terenów przemysłowych, między innymi: pozostałości po Hucie Jedność, Kopalni węgla kamiennego Siemianowice, Piaskowni czy Hucie Szkła Wanda oraz tereny Srokowca (położone bliżej granicy z Katowicami). Oprócz terenów przemysłowych i typowo miejskich, dzielnica posiada kilka parków: Pszczelnik, Miejski i Hutnika, także w tej dzielnicy częściowo leży Lasek Bytkowski.

## Kultura i rekreacja
W tej dzielnicy działa kilka obiektów o charakterze kulturalnym oraz rekreacyjnym. Takimi obiektami są :
- Obiekty kulturalne:
  - Muzeum miejskie,
  - Młodzieżowy Dom Kultury im. H. Jordana,
  - Dom Kultury „Jarzębinka”,
  - Miejska Biblioteka Publiczna (oddział główny oraz 3 filie),
  - Miejski Ośrodek Kultury;
- Obiekty rekreacyjne:
  - Miejski Ośrodek Sportu i Rekreacji „Pszczelnik”,
  - Kompleks Sportowy „Siemion”,
  - Pływalnia Miejska

## Zabytki

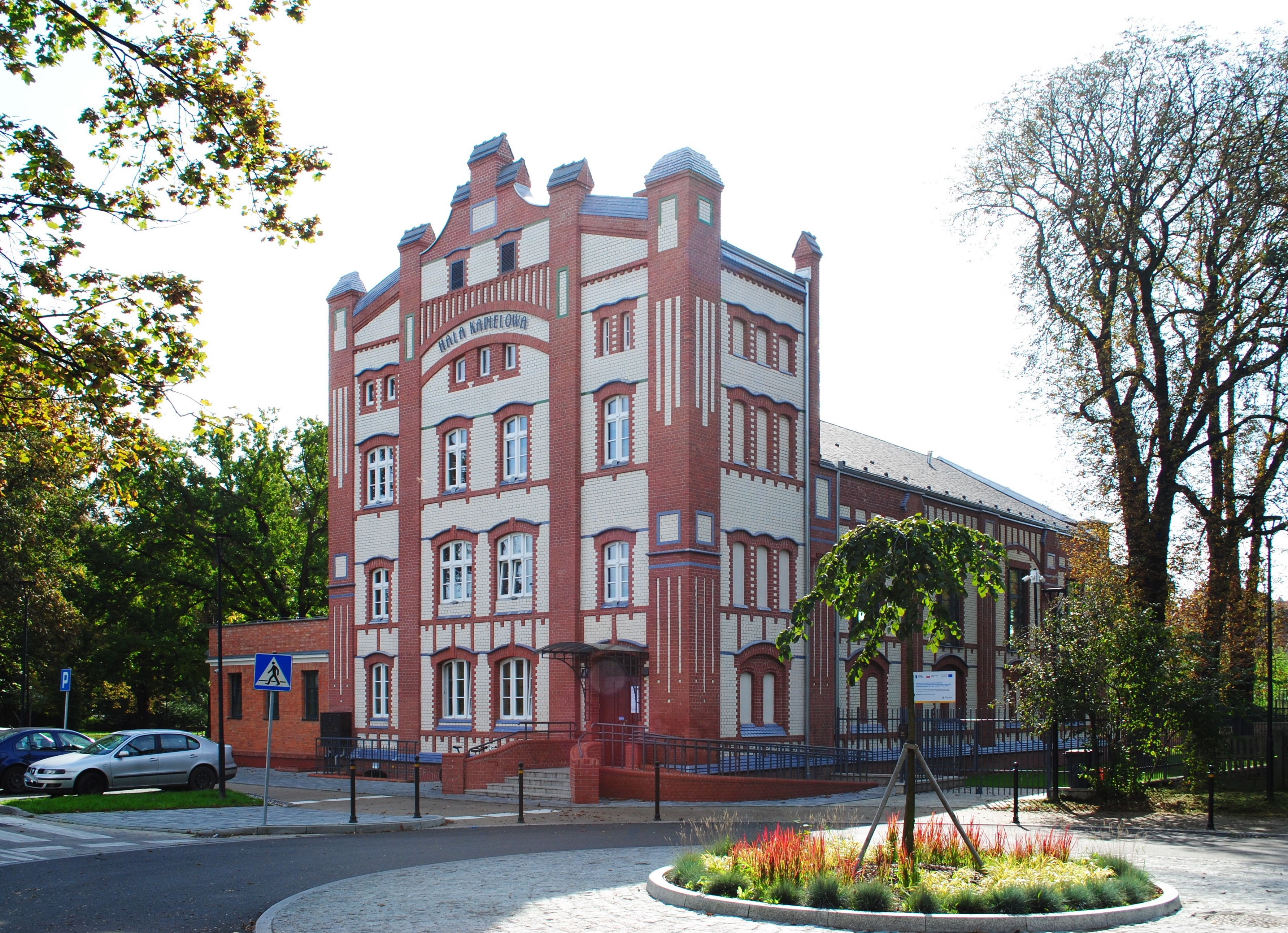
Pływalnia Miejska na ul. J. Śniadeckiego, wybudowana w 1908 roku

- Pałac w Siemianowicach (Zespół Pałacowo-Parkowy/Park miejski),
- Spichlerz – XVIII-wieczny budynek spichlerza wybudowany przez hrabiego Henckel von Donnersmarcka obecnie służy jako siedziba Muzeum Miejskiego (w parku miejskim),
- Kościół pw. św. Krzyża z XIX wieku (skrzyżowanie ul. 1 maja i ul. Powstańców),
- Kościół Marcina Lutra (ul. Śniadeckiego),
- Kościół pw. św. Antoniego Padewskiego (ul. Kapicy),
- Figura św. Jana Nepomucena (przed wejściem do parku miejskiego od strony ul. Śląskiej),
- Ratusz w Siemianowicach Śl. (ul. Jana Pawła II),
- Ratusz gminy Huta Laura (ul. Jana III Sobieskiego),
- Willa przemysłowca Wilhelma Fitznera (ul. 27 Stycznia),
- Budynek administracyjno-mieszkalny Fabryki Kotłów Parowych Fitznera (ul. Powstańców),
- Tzw. willa burmistrza Huty Laura,
- Budynek szpitala Spółki Brackiej (ul. Jana Pawła II),
- Budynek poczty głównej (ul. Śląska)
- Łaźnia Miejska (ul. J. Śniadeckiego),
- Browar (ul Browarowa),
- Budynek dyrekcji kopalni „Siemianowice” (ul. Olimpijska).